# Народен съвет на Сирия
Народният съвет на Сирия (на арабски: مجلس الشعب) e държавният орган, който упражнява законодателната власт в Сирия. След падането на режима на Башар ал-Асад през декември 2024 г. се очаква съветът да бъде сформиран. По време на ерата на Баас се е избирал за срок от 4 години и се е състоял от 250 депутатски места.

## История

### Френски мандат
След падането на Османската империя през 1918 г. Сирийският национален конгрес е свикан през май 1919 г. в Дамаск. През септември 1920 г. Анри Гуро, върховен комисар на Леванта, сформира представителен съвет, в който две трети са избрани, а една трета е назначена от френската администрация. На 28 юни 1922 г. е създадена Сирийската федерация, като е създаден Федерален съвет от 15 членове от различни държави. Поради липсата на избори тези членове са назначени от Върховния комисар през 1923 г., а мандатът им е удължен на следващата година.
През 1925 г., след формирането на държавата Сирия, президентът Ахмад Нами и върховният комисар Анри Понсо се споразумяват да проведат избори за учредително събрание, което да изготви конституцията. Това води до първите сирийски законодателни избори през 1928 г., на които са избрани 68 представители, но по-късно е разпуснато на 5 февруари 1929 г. Чл. 30 от Конституцията на страната от 1930 г. установява законодателен орган, известен като Камара на представителите, с представители, избирани за петгодишен мандат. От приемането на конституцията до нейното премахване през 1949 г. броят на представителите варира от 68 до 136 членове.
Първите избори за Камарата на представителите се провеждат през декември 1931 г. и януари 1932 г. Първият съвет се събира през юни 1932 г. и улесни постигането на компромис, който води до президентството на Мохамед Али бей ал-Абид. На изборите през 1936 г. Националният блок печели мнозинството от местата в Камарата на представителите, а Хашим ал-Атаси е избран за президент. Едновременно с това преговорите с Франция довеждат до договора за независимост, ратифициран от сирийския парламент през декември 1936 г. През 1938 г. Фарес Ал-Хури става първият християнин, избран за председател.

### След обявяването на независимостта (1946–1963)
Първите избори след обявяването на независимостта са парламентарните избори през 1947 г., като Народната партия печели мнозинство, но не и абсолютно мнозинство. През 1949 г. серия от военни преврати водят до разпускане на парламента и конституционни суспендирания. Учредително събрание, избрано през 1949 г., изготвя Конституцията от 1950 г., която засилва парламентарните правомощия.
Превратът на Адиб ал-Шишакли през 1951 г. разпуска парламента, а изборите му през 1953 г., с едва 16% избирателна активност, създават 82-членен законодателен орган, управляван от президентска система. След отстраняването му през 1954 г. парламентарното управление е възстановено, като Народната партия и партията Баас набират влияние. 
През 1958 г. сирийският парламент е заменен от Националното събрание на ОАР, където сирийците държат една трета от местата. След оттеглянето на Сирия изборите през 1961 г. възстановяват парламентарната демокрация. 

### Баасистко управление
След преврата от 1963 г. 250-членно Народно събрание до голяма степен служи като посредник за управляващите баасисти. Само партии, свързани с Националния прогресивен фронт, могат да участват в изборите.
Изборите през 2012 г., проведени на 7 май, водят до нов парламент, който за първи път от четири десетилетия номинално се основава на многопартийна система. Опозицията бе представена от Националния фронт за промяна и освобождение, който печели 6 места. По-късно бойкотира изборите през 2016 г., тъй като правителството не спазва обещанията си да търси конституционни изменения и да води политически преговори.
През 2016 г. Хадия Халаф Абас, доктор по философия, представляваща Дейр ез Зор от 2003 г., става първата жена, избрана за председател. През 2017 г. Хамуда Сабагх става първият сирийски православен християнин, заемал този пост.

### Режим след Асад
След падането на режима на Башар ал-Асад на 8 декември 2024 г. събранието публикува изявление, в което нарича този ден „исторически ден в живота на всички сирийци“, заявявайки, че ще работи за гарантиране на спазването на върховенството на закона без дискриминация. Изявлението включва новия герб на Сирия, украсен със знамето на сирийската опозиция.
На 11 декември партията Баас преустановява за неопределено време всичките си дейности. На следващия ден сирийското преходно правителство преустановява дейността на събранието и конституцията за тримесечен преходен период. Народното събрание е разпуснато на 29 януари 2025 г., когато сирийското преходно правителство обявява планове за създаване на временен законодателен съвет. След приемането на Временната конституция на Сирия от 2025 г. е създаден временен парламент, наречен Народно събрание, като президентът назначава една трета от членовете му.

## Представителство на фракциите
Представителството на различни фракции в сирийския парламент се развива с течение на времето, повлияно както от формални разпределения, така и от неформални практики. Конституцията от 1930 г. предвижда справедливо представителство на религиозните малцинства както в парламента, така и на висши правителствени позиции, подобно на системата в Ливан. Това разпределение продължава до 1949 г., когато е премахнато от Хусни ал-Заим. Конституцията от 1950 г. допълнително премахва фракционанрното  разпределение на местата, въпреки че запазва запазени места за немюсюлмани, като християни и евреи, които са имали поне един представител през 20-те години на миналия век, както и за номадски бедуини. Забележително е, че местата, определени за бедуини, са били заемани от племенни водачи, а не чрез избори. Язидите (около 13 000 души) са напълно изключени от парламентарно представителство, тъй като сирийската държава не признава тяхната вяра, класифицирайки ги като сунитски мюсюлмани. Освен това кюрдското политическо представителство в Сирия е ограничено поради отказа за гражданство на много кюрди, особено след преброяването през 1962 г.
При управлението на Хафез ал-Асад, което започва през 1971 г., партията Баас доминира политическия пейзаж. Въпреки че Конституцията от 1973 г. не уточнява фракционарните квоти, режимът поддържа баланс, за да осигури представителство на ключови групи. Според данни от 2024 г. 250-те места в Народния съвет са разпределени, както следва: сунитски мюсюлмани (171 места), отразяващи техния статут на мнозинство в населението на Сирия, алавити (39 места), съответстващи на демографското им съотношение, християни (23 места), разпределени в различни провинции, друзи (9 места), със значителен брой от провинция Ас-Суейда, шиитски мюсюлмани (5 места), исмаилити (2 места), муршидити (1 място).

### Последни избори
Последните избори в Сирия се провеждат на 15 юли 2024 г. Националният прогресивен фронт печели 185 от 250 места, 169 от които са за партията Баас, докато 65 независими депутати заемат останалите места.

### Имена на законодателния орган
Името на законодателния орган в Сирия се променя както следва:
- Под управлението на администрацията на окупираните вражески територии (1917–1920)
  - Сирийски национален конгрес (1919–1920)
- Арабско кралство Сирия (1920 г.)
  - Сирийски национален конгрес (1920 г.)
- Държава Сирия, част от френския мандат (1922–1930)
  - Учредително събрание (1923–1925)
  - Учредително събрание (1924–1930)
- Първа сирийска република (1930–1950)
  - Съвет на представителите (1932–1933)
  - Камара на депутатите (1932–1946)
  - Камара на представителите (1947–1949)
- Втора сирийска република (1950–1958)
  - Учредително събрание (1949–1951)
  - Камара на депутатите (1953–1958)
- Обединена арабска република (1958–1961)
  - Камара на депутатите (1958–1960)
- Втора сирийска република (1961–1963)
  - Камара на депутатите (1961–1963)
- Баасистка Сирия (1961–2024)
  - Национален революционен съвет (1963–1966)
  - Народно събрание (1971–2024)
- Сирия (2024 – )
  - Народно събрание (2024 – до момента)